# Delia Ackerman
Delia Ackerman (Lima, 19 de diciembre de 1960) es una periodista, productora y directora de documentales peruana.

## Biografía
Estudió Ciencias de la comunicación en la Universidad de Lima y realizó un máster en Periodismo en la Universidad de Columbia en Nueva York. También obtuvo una Beca Fulbright.
Su producción cinematográfica documentalista se centra en la conservación de los recursos naturales, y la cultura y memoria peruana.
Ha trabajado con las Naciones Unidas, la revista Caretas y América Televisión. También ha colaborado con Time Magazine, National Geographic y Discovery Channel.
Su película Hatun Phaqcha, tierra sana obtuvo el premio del público a mejor película en el Festival de Cine de Lima 2021 y fue nominada en 2022 a Mejor película documental en los premios de la Asociación Peruana de Prensa Cinematográfica (Apreci).

## Filmografía
Algunas de los documentales en los que ha participado son:

### Como productora
- Sol Sol de Trujillo (cortometraje, 1992)
- La medicina del perdón (2001)
- Volviendo a la luz (2008)

### Como directora
- Runaways (1986)
- Señor de Pachacamac (cortometraje, 1992)
- La medicina del perdón (2001), codirigida con Alonso del Río[5]
- Las manos de Dios (2004)[1]
- Volviendo a la luz (2008)
- El rey del desierto se está muriendo (2008)
- Madre mar (2011), codirigida con Mariana Tschudi[6]
- Esas voces que curan (2011), codirigida con Heather Greer[7]
- Alas de vida (2015)
- Hatun Phaqcha, tierra sana (2021)